# Dachrieden
Dachrieden ist ein Ortsteil der Gemeinde Unstruttal im Unstrut-Hainich-Kreis in Thüringen.

## Geografie
Der Ortsteil liegt ungefähr vier Kilometer nördlich von Mühlhausen/Thüringen am Übergang des Thüringer Beckens zu den Muschelkalkplatten des Dün (bis 330 m am Großen Hegeholz) und des Oberen Eichsfeldes mit der Langen Mark (bis 315 m). Ein Teil seiner Gemarkung befindet sich im Unstruttal, dort sind die Böden aus Schwemmland. Oberhalb der Unstrut gehen die Böden nach den Anhöhen zu in grundwasserfernere Muschelkalkverwitterungsböden über. Der größte Teil der Gemarkung wird trotz ungünstiger Bodenbedingungen landwirtschaftlich genutzt. 
Nachbarorte sind die Ortsteile Ammern im Süden, Horsmar im Nordwesten, Eigenrode im Norden, Kaisershagen im Osten, Reiser im Südosten und im Südwesten Lengefeld.

## Geschichte

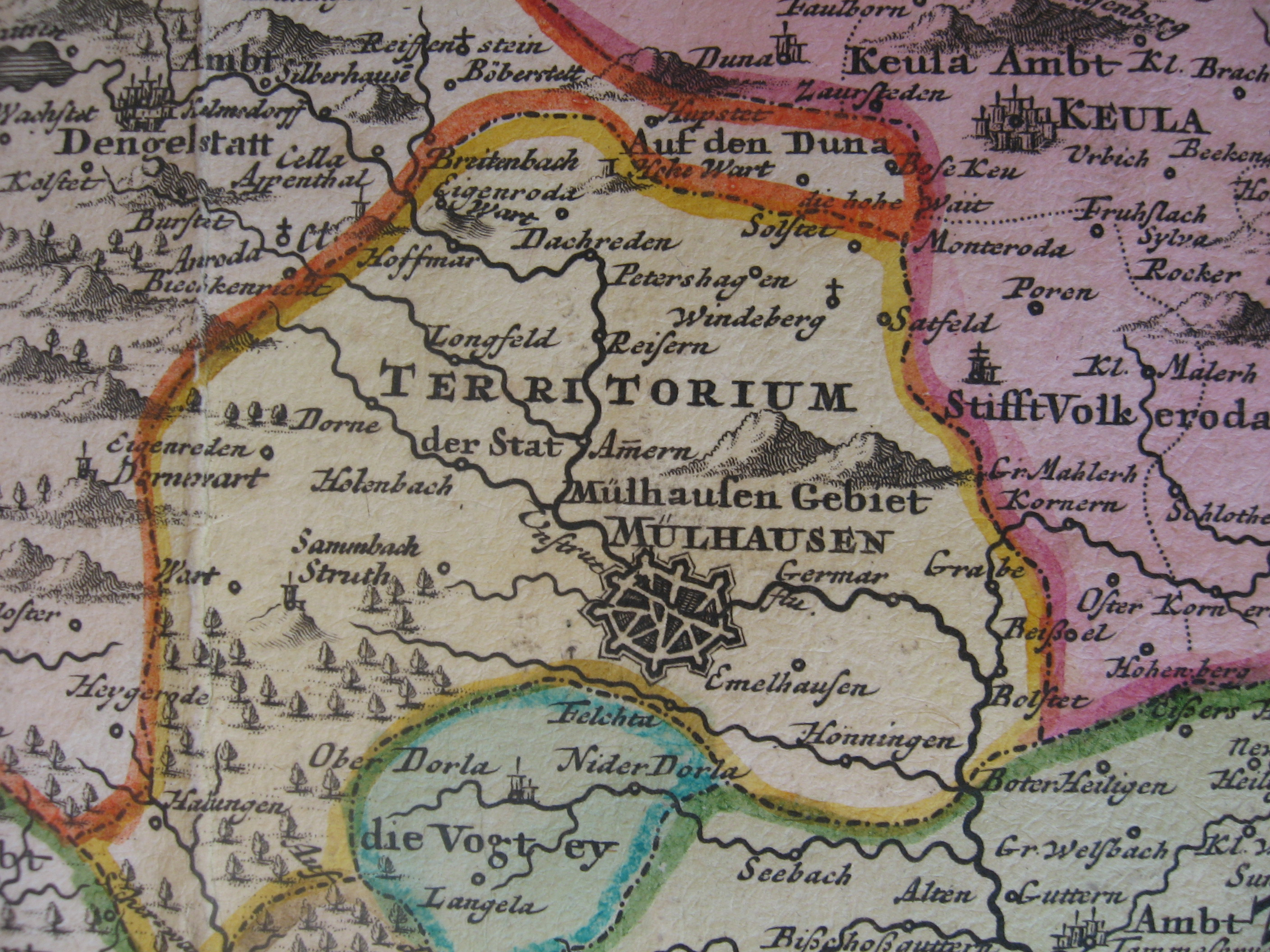
Dachrieden auf dem Gebiet der Freien und Reichsstadt Mühlhausen

Bereits 866–900 sind in Archiven urkundliche Ersterwähnungen von Dachrieden archiviert worden. Über Jahrhunderte zählte der Ort zum Einflussbereich der Reichsstadt Mühlhausen. 1565 zählte man in Dachrieden 45 Mann Bevölkerung.
Die Dorfkirche wurde im 16. Jahrhundert mit massiven Bruchsteinen errichtet. 1736 wurde der Kirchturm abgerissen und ein Neubau mit Kirchenschiff erfolgte an dem alten Turm.
1802 fiel Dachrieden zusammen mit Mühlhausen an das Königreich Preußen, von 1807 bis 1813 an das von Napoleon geschaffene Königreich Westphalen (Kanton Dachrieden) und wurde nach dem Wiener Kongress 1816 dem Landkreis Mühlhausen in der preußischen Provinz Sachsen zugeordnet.
Am 2. September 1995 wurde aus den Gemeinden Dachrieden, Ammern, Horsmar, Eigenrode und Kaisershagen die Gemeinde Unstruttal gebildet. Die Verwaltungsgemeinschaft Unstrut-Luhne, der alle Gemeinden angehörten, wurde gleichzeitig aufgelöst.

## Wirtschaft und Infrastruktur

### Landwirtschaft und Industrie
Der Ort ist von Landwirtschaft und Obstanbau geprägt und verfügt über eine lange Tradition als Mühlenstandort. 1874 wurde auf dem Gelände einer der Mühlen eine Kammgarnspinnerei errichtet, die während des Zweiten Weltkrieges zur Produktion von Kriegsgütern genutzt. 1957 eröffnete das Mühlhäuser Möve-Werk seinen Fertigungsbereich III in Dachrieden, in dem bis 1990 produziert wurde. 

### Verkehr
Dachrieden ist über die von der südlich des Ortes verlaufenden Bundesstraße 247 abzweigende Landesstraße 1015 zu erreichen, die im Ort die Landesstraße 2041 kreuzt. Einen Bahnhof der Bahnstrecke Gotha–Leinefelde gibt es im Ort. Der Unstrut-Radweg führt entlang des engen Unstruttales durch den Ort.

## Sehenswürdigkeiten

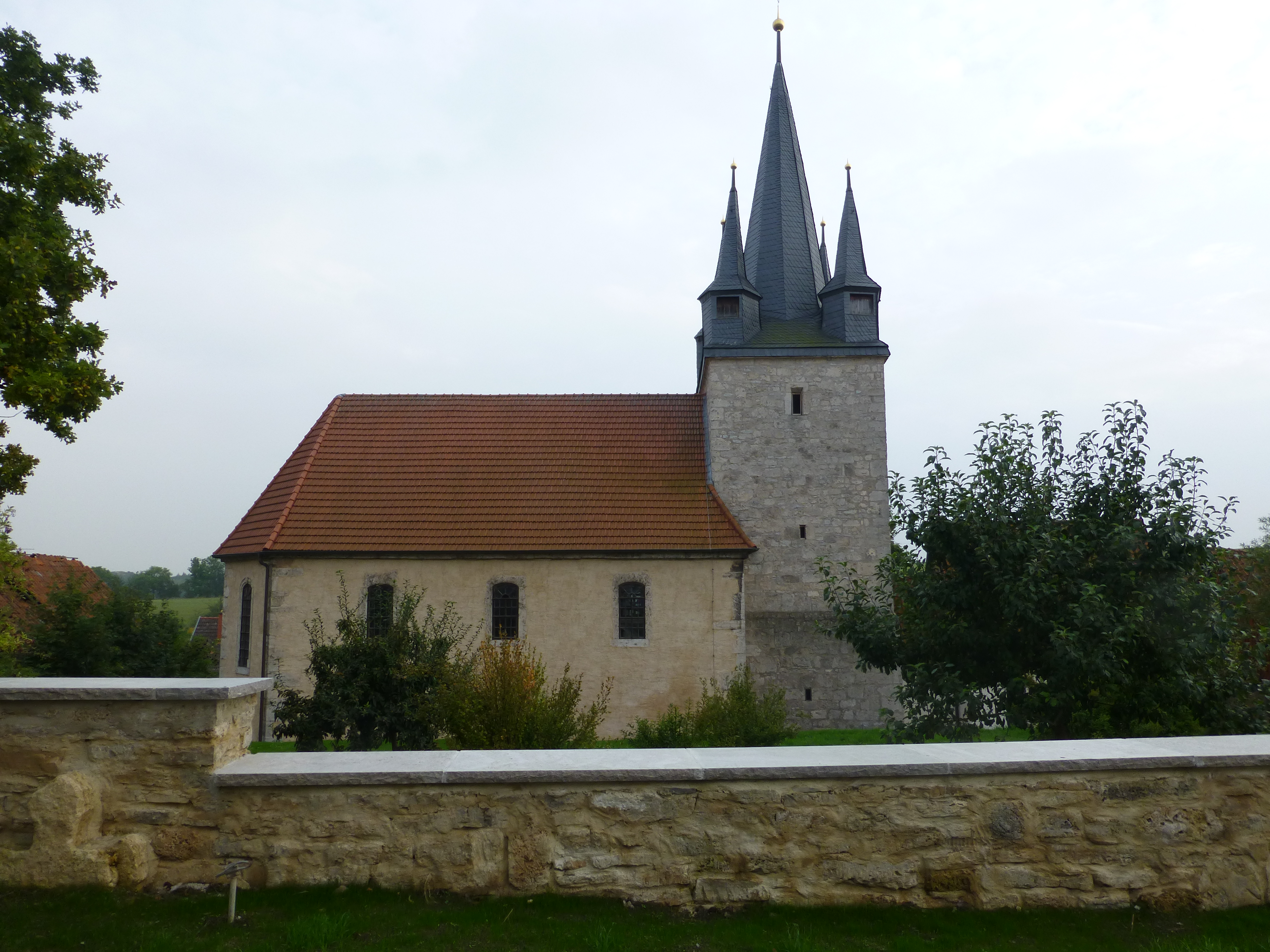
Die Kirche in Dachrieden

Entlang des Pilgerweges Loccum-Volkenroda befindet sich in Dachrieden die St. Nicolai-Kirche aus dem 16. Jahrhundert.